# Ferdo Becić
Ferdo Becić (Przemysl, Poljska, 15. travnja 1844. – Zagreb, 27. siječnja 1916.), hrvatski književnik
Školovao se na bečkom zavodu za krajiške upravitelje i bo je državni činovnik u Novoj Gradišci, Vukovaru i Zagrebu. Pisao je pjesme i prozu o krajištkoj tematici i vojničkom životu. Odlikuje ga sklonost ka čudesenom i romatična maštovitost.

### Novele
- Nervozni duelanti
- Izgubljeni biser

### Pripovijesti
- Skupa šala
- Prokleta kuća

### Pučka drama
- Lajtmanuška deputacija : vesela igra u četiri čina sa pjevanjem